# Cryphia trapezoidalis
Cryphia trapezoidalis är en fjärilsart som beskrevs av Turati 1924. Cryphia trapezoidalis ingår i släktet Cryphia och familjen nattflyn. Inga underarter finns listade i Catalogue of Life.